# Tungjing
Tungjing (egyszerűsített kínai írással: 东营; hagyományos kínai írásssal: 東營; pinjin: Dōngyíng) prefektúra szintű város Kínában, Santung tartományban. Lakosainak száma 2 193 518 fő (2020).

## Népesség
| 2010 | 2 035 338 |
| 2020 | 2 193 518 |